# Claspettomyia serrata
Claspettomyia serrata är en tvåvingeart som beskrevs av Junichi Yukawa 1971. Claspettomyia serrata ingår i släktet Claspettomyia och familjen gallmyggor. Inga underarter finns listade i Catalogue of Life.